# Макарий (Стамов)
Митрополит Макарий (в миру Марин Стамов; 21 ноября 1876, село Драгижево — 7 июня 1934, София) — епископ Болгарской православной церкви, митрополит Неврокопский.

## Биография
Начальное образование получил в родном селе, а среднее в болгарской гимназии доктора Петра Берона в Адрианополе.
Учился в Самоковское духовное училище, затем поступил в Киевскую духовную семинарию, а в 1904 году окончил Петербургскую духовную академию со степенью кандидата богословия.
В том же году вернулся в Болгарию и с 1 сентября был учителем-воспитателем Софийской духовной семинарии.
25 октября 1904 года в семинарском храме святого Иоанна Рыльского пострижен в монашество с именем Макарий. 31 января 1905 года рукоположён в сан иеродиакона, а 2 февраля — в сан иеромонаха.
1 марта 1909 года иеромонах Макарий освобождён от преподавания в семинарии и назначен протосингелом Священного Синода, в связи с чем 22 марта по решению Синода возведён в сан архимандрита.
1 сентября 1912 года освобождён от должности протосигела Священного Синода и назначен ректором Софийской духовной семинарии. Эту должность занимал до 17 апреля 1916 года.
21 июня 1915 года избран митрополитом Неврокопским, но из-за смерти болгарского экзарха Иосифа I каноническое утверждение произошло лишь 27 марта 1916 года.
17 апреля 1916 года в столичном кафедральном храме святой Недели хиротонисан во епископа Неврокопского с возведением в сан митрополита. Хиротонию совершили: наместник-председатель Священного Синода митрополит Софийский Парфений (Иванов), митрополит Струмишский Герасим (Байрамов) и епископ Нишавский Иларион (Николов).
По его инициативе началось возрождение множества разрушенных или сильно повреждённых во время Первой мировой войны храмов, а вместе с тем начинается строительство многих новых храмов и часовен. Начинается повсеместное восстановление клира, создаётся целый ряд фондов для духовного просвещения и благотворительности.
В 1920 году к территории Неврокопской епархии присоединяются и города Мелник и Петрич с окрестностями, которые ранее были частью бывшей болгарской Струмишской епархии.
Сотрудничал с изданиями «Църковен вестник» и «Християнска мисъл». Автор и переводчик научных трудов на церковную тематику.
Скончался 7 июня 1934 года София. Погребён в церкви святых Кирилла и Мефодия в Неврокопе.